# Juego de suma cero

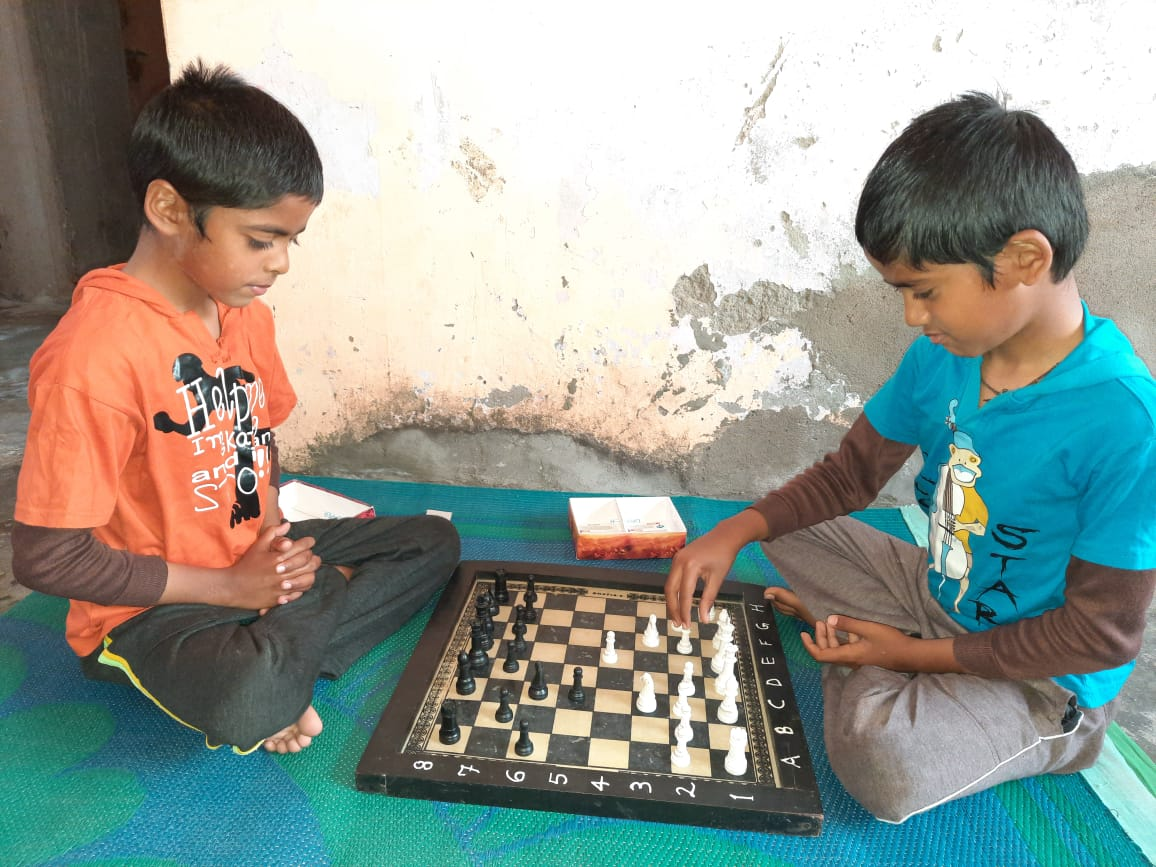
El ajedrez es un juego de complejidad y ayuda a ser muy estratégico

En teoría de juegos no cooperativos, un juego de suma cero describe una situación en la que la ganancia o pérdida de un participante se equilibra con exactitud con las pérdidas o ganancias de los otros participantes.
Se llama así porque si se suma el total de las ganancias de los participantes y se resta las pérdidas totales el resultado es cero. El go, el Pokémon y el juego del oso son ejemplos de juegos de suma cero. La suma cero es un caso especial del caso más general de suma constante donde los beneficios y las pérdidas de todos los jugadores suman el mismo valor, porque se gana exactamente la cantidad que pierde el oponente. Cortar una tarta es de suma constante o cero porque llevarte un trozo más grande reduce la cantidad de tarta que les queda a los demás. Situaciones donde los participantes pueden beneficiarse o perder al mismo tiempo, como el intercambio de productos entre una nación que produce un exceso de naranjas y otra que produce un exceso de manzanas, en la que ambas se benefician de la transacción, se denominan «de suma no nula».
El concepto fue desarrollado en la Teoría de juegos, por lo que a menudo a las situaciones de suma cero se les llama «juegos de suma cero». Esto no implica que el concepto, o la teoría de juegos misma, se aplique únicamente a lo que normalmente se conoce como juegos. Las estrategias óptimas para juegos de suma cero de dos jugadores suelen emplear estrategias minimax.
En 1944 John von Neumann y Oskar Morgenstern probaron que cualquier juego de suma cero que involucre a n jugadores es de hecho una forma generalizada de un juego de suma cero para dos personas, y que cualquier juego de suma no cero para n jugadores puede reducirse a un juego de suma cero para n + 1 jugadores, donde el jugador (n + 1) representa la ganancia o pérdida total (puede pensarse en la banca de ciertos juegos). Esto sugiere que los juegos de suma cero para dos jugadores forman el núcleo esencial de la teoría de juegos.
Tratar a una situación de suma no nula como una situación de suma cero, o creer que todas las situaciones son de suma cero, se denomina falacia de suma cero.
En juegos cooperativos, existe un tipo de juegos íntimamente relacionados con estos, más comúnmente llamados juegos decisivos o auto-duales.

## La complejidad y la suma no nula
Algunos autores, como Robert Wright, han teorizado sobre la evolución de la sociedad hacia formas crecientes de suma o aditividad no nula a medida que se va haciendo más compleja, especializada e interdependiente. Bill Clinton, uno de los que apoyan esta teoría sostiene:

Cuanto más complejas se vuelven las sociedades, y más complejas son las redes de interdependencia dentro y fuera de los límites de las comunidades y las naciones, un mayor número de gente estará interesada en encontrar soluciones de suma no nula. Esto es, soluciones ganancia-ganancia en lugar de soluciones ganancia-pérdida… Porque descubrimos que cuanto más crece nuestra interdependencia, generalmente prosperamos cuando los demás también prosperan.
Bill Clinton, entrevista en Wired, diciembre de 2000

## Ejemplo
La matriz de recompensas de un juego es una forma de representación conveniente. Considérese el ejemplo del juego de suma cero mostrado a la derecha.
El orden de juego es el siguiente: el primer jugador elige en secreto una de las dos acciones 1 o 2; el segundo jugador, sin conocer la elección del primero, elige en secreto una de las tres acciones A, B o C. Entonces se revelan las elecciones de cada jugador y el total de puntos se ve afectado de acuerdo a la recompensa por tales elecciones.
Ejemplo: el primer jugador elige 2 y el segundo elige B. Cuando se asignan las recompensas, el primer jugador gana 20 puntos y el segundo pierde 20 puntos.
En este ejemplo, los dos jugadores conocen la matriz de recompensas y tratan de maximizar sus puntos; ¿qué deben hacer?
El jugador 1 puede razonar de la siguiente forma: «con la acción 2, puedo perder 20 puntos y ganar solo 20, mientras que con la 1 puedo perder solo 10 pero puedo ganar 30, así que 1 parece mucho mejor». Con un razonamiento similar, 2 elegirá C. Si los dos jugadores toman esas elecciones, el primer jugador ganará 20 puntos. ¿Pero qué pasa si el jugador 2 anticipa el razonamiento de 1, y elige B, para ganar 10 puntos, o si el primer jugador anticipa este truco y elige 2, para ganar 20 puntos?
John von Neumann tuvo la idea fundamental y sorprendente de que la probabilidad proporciona una forma de salir de este enredo. En lugar de decidirse por una acción definitiva, los dos jugadores asignan probabilidades a sus acciones, y entonces usan un dispositivo que, de acuerdo con dichas probabilidades, elige una acción por ellos. Cada jugador calcula las probabilidades para minimizar el máximo valor esperado de las pérdidas independientemente de la estrategia del oponente; esto lleva a un problema de álgebra lineal con una solución única para cada jugador. Este método minimax puede calcular estrategias óptimas para todos los juegos de dos jugadores y suma cero.
Para el ejemplo de arriba, resulta que el primer jugador debe elegir 1 con probabilidad 57%, y la acción 2 con probabilidad 43%, mientras que el segundo debería asignar las probabilidades 0%, 57% y 43% a las tres opciones A, B y C.
El jugador 1 ganará entonces 2,85 puntos de media por juego.